# Gran Premio del Giappone 2010
Il Gran Premio del Giappone 2010 si è corso domenica 10 ottobre 2010 sul Circuito di Suzuka. La gara è stata vinta da Sebastian Vettel su RBR-Renault.

## Vigilia

### Sviluppi per il 2011
La Sauber annuncia l'ingaggio del messicano Sergio Pérez quale pilota titolare per la stagione 2011, ad affiancare Kamui Kobayashi. La Lotus annuncia che dalla stagione prossima utilizzerà il cambio e il sistema idraulico fornito dalla Red Bull.

### Aspetti tecnici
La Bridgestone, fornitore unico degli pneumatici, annuncia per questo gran premio coperture di tipo morbido e duro.
A seguito delle tante uscite di pista dell'edizione 2010 all'altezza della curva Degner, la stessa vede modificato il cordolo e vede l'apposizione di una parte in cemento all'uscita della prima parte della stessa. Viene modificato il cordolo anche alla curva Spoon.

### Aspetti sportivi
Sakon Yamamoto torna alla guida dell'HRT-Cosworth dopo che nella gara precedente era stato sostituito, a causa di un'intolleranza alimentare, da Christian Klien. Nelle prime prove libere del venerdì Jérôme d'Ambrosio ha sostituito Lucas Di Grassi alla Virgin-Cosworth. Éric Boullier, già team principal della scuderia, prende anche il posto di Bob Bell quale direttore manageriale della Renault.
Alexander Wurz è nominato commissario aggiunto dalla FIA. Aveva già svolto questa funzione nel Gran Premio di Cina.

## Prove

### Resoconto
Le prime due sessione di prove libere vengono dominate dalle RBR-Renault; l'unico pilota che riesce ad avvicinarsi ai tempi delle vetture austriache è Robert Kubica. Nella prima sessione Lewis Hamilton è autore di un'uscita di pista alla Degner che distrugge la sospensione anteriore sinistra nonché l'unico esemplare di f-duct aggiornato sviluppato dalla McLaren appositamente per la pista di Suzuka.
La terza sessione, al sabato mattina, di fatto non si svolge a causa della forte pioggia; solo due piloti fanno segnare dei tempi, mentre gli altri effettuano solo un installation lap. Jaime Alguersuari, l'autore del miglior tempo nella sessione, circa venti secondi più alto di quello fatto segnare il giorno precedente dalle Red Bull, viene poi raggiunto in pista dal compagno di scuderia Sébastien Buemi, al fine di simulare una partenza sulla griglia. Entrambi i piloti però effettuano tale manovra dopo l'esposizione della bandiera a scacchi, lasciando aperta la possibilità di penalizzazioni per la scuderia, pur non essendo tale evenienza prevista esplicitamente dal regolamento.

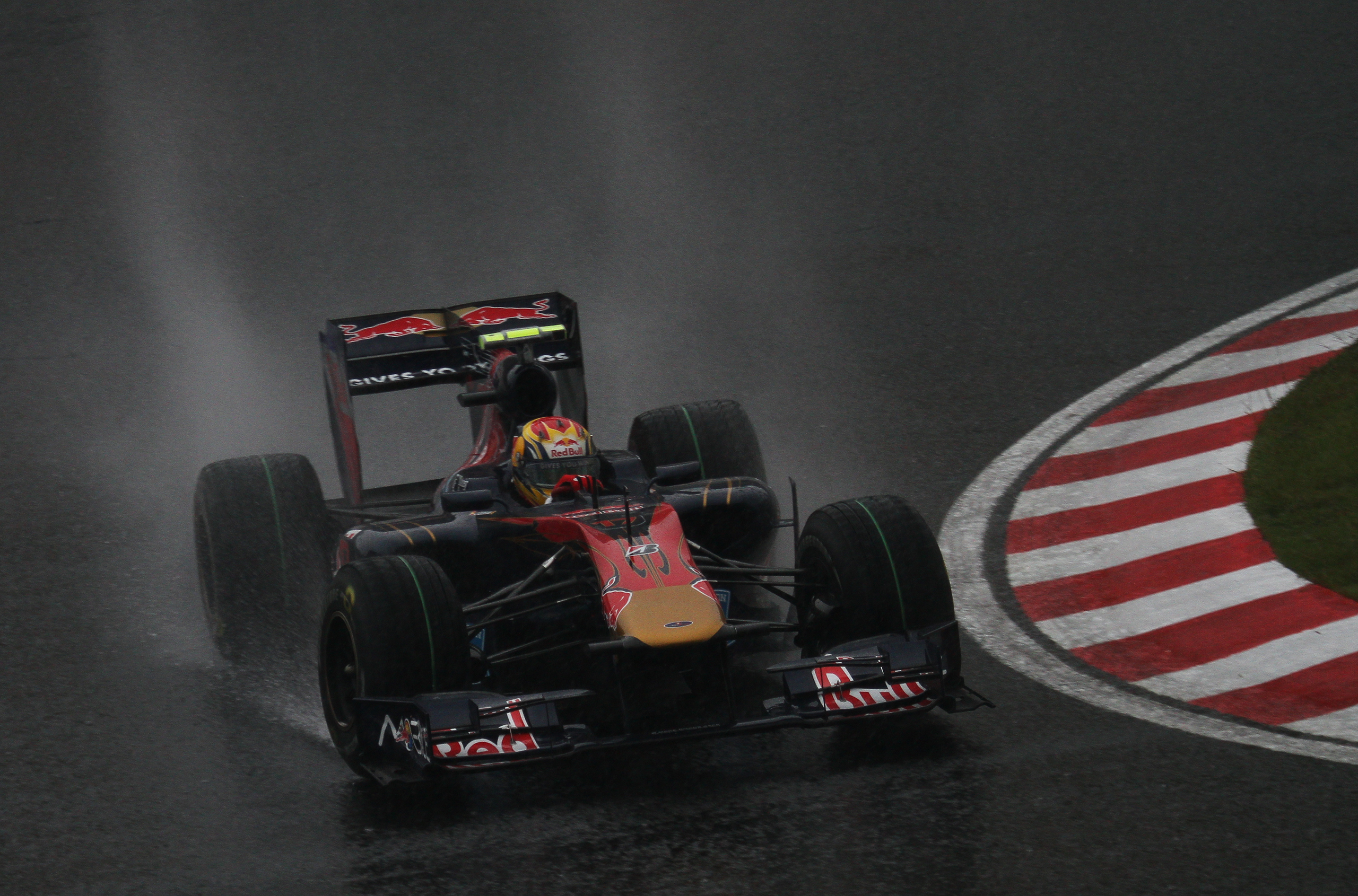
Jaime Alguersuari segna il miglior tempo nella prove libere del sabato, caratterizzate dalla forte pioggia.

Al termine delle libere la McLaren nota una pressione non normale dell'olio sulla vettura di Lewis Hamilton e, dopo un ulteriore controllo al sabato pomeriggio, decide di sostituire il cambio; ciò comporta una penalizzazione di cinque posizioni sulla griglia di partenza.

### Risultati
Nella prima sessione del venerdì si è avuta questa situazione:
| Pos | Nº | Pilota           | Costruttore | Tempo    | Gap    | Giri |
| --- | -- | ---------------- | ----------- | -------- | ------ | ---- |
| 1   | 5  | Sebastian Vettel | RBR-Renault | 1'32"585 |        | 23   |
| 2   | 6  | Mark Webber      | RBR-Renault | 1'32"633 | +0"048 | 23   |
| 3   | 11 | Robert Kubica    | Renault     | 1'33"129 | +0"544 | 23   |

Nella seconda sessione del venerdì si è avuta questa situazione:
| Pos | Nº | Pilota           | Costruttore | Tempo    | Gap    | Giri |
| --- | -- | ---------------- | ----------- | -------- | ------ | ---- |
| 1   | 5  | Sebastian Vettel | RBR-Renault | 1'31"465 |        | 32   |
| 2   | 6  | Mark Webber      | RBR-Renault | 1'31"860 | +0"395 | 29   |
| 3   | 11 | Robert Kubica    | Renault     | 1'32"200 | +0"735 | 32   |

Nella sessione del sabato mattina si è avuta questa situazione:
| Pos | Nº | Pilota            | Costruttore     | Tempo       | Gap     | Giri |
| --- | -- | ----------------- | --------------- | ----------- | ------- | ---- |
| 1   | 17 | Jaime Alguersuari | STR-Ferrari     | 1'55"902    |         | 9    |
| 2   | 24 | Timo Glock        | Virgin-Cosworth | 2'07"497    | +11"595 | 6    |
| 3   | 25 | Lucas Di Grassi   | Virgin-Cosworth | Senza tempo | N/A     | 1    |

## Qualifiche

### Resoconto
Il forte acquazzone che si riversa sulla zona del circuito fa prima posticipare, poi rimandare le qualifiche alla domenica mattina alle 10, ora locale. In tale modo le qualifiche terminano quattro ore prima della gara. Tale evento era già accaduto nell'edizione 2004.
Il tempo per le qualifiche è sereno, e la pista quasi perfettamente asciutta; vi sono solo delle chiazze d'umido che non influenzano. La Q1 vede l'eliminazione, oltre dei soliti 6 piloti delle scuderie nuove, di Sébastien Buemi della Toro Rosso. Lo svizzero però si lamenterà per essere stato rallentato da una vettura della HRT.
Nella seconda parte delle qualifiche viene eliminato Felipe Massa, mentre Michael Schumacher, autore su questa pista di ben 8 pole trova la qualificazione alla Q3 solo nell'ultimo tentativo.
Nella parte finale le due Red Bull confermano la loro competitività conquistando la prima fila. Sebastian Vettel è in pole, mentre Mark Webber è secondo. Lewis Hamilton ha il terzo tempo ma, a causa della penalizzazione per la sostituzione del cambio retrocede all'ottavo posto: Robert Kubica della Renault è quindi terzo, mentre Fernando Alonso della Ferrari chiude quarto.
Al termine delle qualifiche il pilota della Williams Nicolas Hülkenberg, giunto nono, protesta per una manovra di Hamilton, ma ciò non porta a ulteriori penalizzazioni per il pilota inglese.
L'articolo 36 del regolamento sportivo prevede comunque un sistema per determinare l'ordine di partenza in caso in cui le qualifiche non si sarebbero potuto effettuare. Verrebbe data la priorità alle vetture che hanno tentato almeno un giro, seguite da quelle che non hanno lasciato la pit lane poi da quelle che non hanno lasciato il garage. Qualora più vetture ricadano nelle diverse categorie, la priorità nella griglia di partenza verrebbe determinata dal numero di gara.

### Risultati
Nella sessione di qualificazione si è avuta la seguente situazione:
| Pos | Nº | Pilota             | Costruttore          | Q1       | Q2       | Q3       | Griglia |
| --- | -- | ------------------ | -------------------- | -------- | -------- | -------- | ------- |
| 1   | 5  | Sebastian Vettel   | RBR-Renault          | 1'32"035 | 1'31"184 | 1'30"785 | 1       |
| 2   | 6  | Mark Webber        | RBR-Renault          | 1'32"476 | 1'31"241 | 1'30"853 | 2       |
| 3   | 2  | Lewis Hamilton     | McLaren-Mercedes     | 1'32"809 | 1'31"523 | 1'31"169 | 8       |
| 4   | 11 | Robert Kubica      | Renault              | 1'32"808 | 1'32"042 | 1'31"231 | 3       |
| 5   | 8  | Fernando Alonso    | Ferrari              | 1'32"555 | 1'31"819 | 1'31"352 | 4       |
| 6   | 1  | Jenson Button      | McLaren-Mercedes     | 1'32"636 | 1'31"763 | 1'31"378 | 5       |
| 7   | 4  | Nico Rosberg       | Mercedes GP          | 1'32"238 | 1'31"886 | 1'31"494 | 6       |
| 8   | 9  | Rubens Barrichello | Williams-Cosworth    | 1'32"361 | 1'31"874 | 1'31"535 | 7       |
| 9   | 10 | Nicolas Hülkenberg | Williams-Cosworth    | 1'32"211 | 1'31"926 | 1'31"559 | 9       |
| 10  | 3  | Michael Schumacher | Mercedes GP          | 1'32"513 | 1'32"073 | 1'31"846 | 10      |
| 11  | 22 | Nick Heidfeld      | BMW Sauber-Ferrari   | 1'33"011 | 1'32"187 | N.D.     | 11      |
| 12  | 7  | Felipe Massa       | Ferrari              | 1'32"721 | 1'32"321 | N.D.     | 12      |
| 13  | 12 | Vitalij Petrov     | Renault              | 1'32"849 | 1'32"422 | N.D.     | 13      |
| 14  | 23 | Kamui Kobayashi    | BMW Sauber-Ferrari   | 1'32"783 | 1'32"427 | N.D.     | 14      |
| 15  | 14 | Adrian Sutil       | Force India-Mercedes | 1'33"186 | 1'32"659 | N.D.     | 15      |
| 16  | 17 | Jaime Alguersuari  | STR-Ferrari          | 1'33"471 | 1'33"071 | N.D.     | 16      |
| 17  | 15 | Vitantonio Liuzzi  | Force India-Mercedes | 1'33"216 | 1'33"154 | N.D.     | 17      |
| 18  | 16 | Sébastien Buemi    | STR-Ferrari          | 1'33"568 | N.D.     | N.D.     | 18      |
| 19  | 18 | Jarno Trulli       | Lotus-Cosworth       | 1'35"346 | N.D.     | N.D.     | 19      |
| 20  | 19 | Heikki Kovalainen  | Lotus-Cosworth       | 1'35"464 | N.D.     | N.D.     | 20      |
| 21  | 25 | Lucas Di Grassi    | Virgin-Cosworth      | 1'36"265 | N.D.     | N.D.     | 21      |
| 22  | 24 | Timo Glock         | Virgin-Cosworth      | 1'36"332 | N.D.     | N.D.     | 22      |
| 23  | 21 | Bruno Senna        | HRT-Cosworth         | 1'37"270 | N.D.     | N.D.     | 23      |
| 24  | 20 | Sakon Yamamoto     | HRT-Cosworth         | 1'37"365 | N.D.     | N.D.     | 24      |

Con i tempi in grassetto sono visualizzate le migliori prestazioni in Q1, Q2 e Q3.

## Gara

### Resoconto
Il personale della Scuderia Ferrari espone il lutto al braccio per la morte di 4 militari italiani in Afghanistan; sulla vettura viene listato a lutto il tricolore. Lucas Di Grassi esce di pista nel giro di ricognizione, danneggiando la vettura e non prendendo così parte alla gara.
Alla partenza Robert Kubica passa Mark Webber e si pone secondo dietro a Sebastian Vettel; a centro gruppo Nico Rosberg è autore invece di una brutta partenza mentre Vitalij Petrov tocca la vettura di Nicolas Hülkenberg e va a sbattere violentemente contro il muretto. Alla prima curva invece Felipe Massa tocca l'erba e sbatte contro Vitantonio Liuzzi.
Entra così la safety car; ne approfittano alcuni piloti nelle retrovie per il cambio gomme. Dietro la vettura di sicurezza Kubica è presto costretto al ritiro per la perdita di una ruota. Col ritiro del pilota polacco, nelle prime cinque posizioni, si ritrovano i cinque piloti ancora in lizza per il titolo: le due Red Bull seguite da Alonso e dalle due McLaren. Dopo il rientro della safety car Schumacher riesce a superare Rubens Barrichello.
La situazione è congelata con le due Red Bull che imprimono un ritmo serrato alla gara. Tra il 23º e il 25º giro quattro dei cinque di testa vanno ai box per il cambio gomme obbligatorio. Passa così in testa Jenson Button che è l'unico, fra i piloti di testa, ad aver optato per una diversa strategia, essendo partito con gomme dure. Su questa particolare scelta della McLaren esprimerà i suoi dubbi Chris Horner all'indomani del Gran Premio, sospettando un gioco di squadra del team per tenere a bada le Red Bull con Button e favorire la rimonta di Hamilton.
Alle spalle del gruppetto di testa, intanto Schumacher dopo il suo pit stop tallona il compagno di scuderia Nico Rosberg che era uno dei piloti che lo aveva effettuato al primo giro, senza tuttavia riuscire a superarlo.
Il ritmo di Button non è sufficiente a garantirgli un margine di sicurezza nei confronti degli inseguitori e, dopo il suo pit stop, il pilota inglese cade in quinta posizione. Hamilton, ora quarto, cerca di alzare il ritmo di gara per avvicinarsi ad Alonso ma al 40º giro comunica ai box che la terza marcia è fuori uso. Quattro giri dopo viene passato da Button.
Negli ultimi giri è protagonista Kamui Kobayashi che, con gomme morbide, è autore di una bella serie di sorpassi che lo portano in settima posizione, complice anche un incidente di Rosberg, causato ancora da una perdita di una ruota.
Vince Sebastian Vettel, per l'ottava volta in carriera, davanti a Mark Webber e Fernando Alonso. Il tedesco della Red Bull affianca al secondo posto in classifica lo spagnolo a 14 punti dal capoclassifica Webber.

### Risultati
I risultati del gran premio sono i seguenti:
| Pos | N° | Pilota             | Team                 | Giri | Tempo/Ritiro            | Griglia | Punti |
| --- | -- | ------------------ | -------------------- | ---- | ----------------------- | ------- | ----- |
| 1   | 5  | Sebastian Vettel   | RBR-Renault          | 53   | 1h30'27"323             | 1       | 25    |
| 2   | 6  | Mark Webber        | RBR-Renault          | 53   | +0"905                  | 2       | 18    |
| 3   | 8  | Fernando Alonso    | Ferrari              | 53   | +2"721                  | 4       | 15    |
| 4   | 1  | Jenson Button      | McLaren-Mercedes     | 53   | +13"522                 | 5       | 12    |
| 5   | 2  | Lewis Hamilton     | McLaren-Mercedes     | 53   | +39"595                 | 8       | 10    |
| 6   | 3  | Michael Schumacher | Mercedes             | 53   | +59"933                 | 10      | 8     |
| 7   | 23 | Kamui Kobayashi    | BMW Sauber-Ferrari   | 53   | +1'04"038               | 14      | 6     |
| 8   | 22 | Nick Heidfeld      | BMW Sauber-Ferrari   | 53   | +1'09"648               | 11      | 4     |
| 9   | 9  | Rubens Barrichello | Williams-Cosworth    | 53   | +1'10"846               | 7       | 2     |
| 10  | 16 | Sébastien Buemi    | STR-Ferrari          | 53   | +1'12"806               | 18      | 1     |
| 11  | 17 | Jaime Alguersuari  | STR-Ferrari          | 52   | +1 giro                 | 16      |       |
| 12  | 19 | Heikki Kovalainen  | Lotus-Cosworth       | 52   | +1 giro                 | 20      |       |
| 13  | 18 | Jarno Trulli       | Lotus-Cosworth       | 51   | +2 giri                 | 19      |       |
| 14  | 24 | Timo Glock         | Virgin-Cosworth      | 51   | +2 giri                 | 22      |       |
| 15  | 21 | Bruno Senna        | HRT-Cosworth         | 51   | +2 giri                 | 23      |       |
| 16  | 20 | Sakon Yamamoto     | HRT-Cosworth         | 50   | +3 giri                 | 24      |       |
| 17  | 4  | Nico Rosberg       | Mercedes             | 47   | Perdita ruota/Incidente | 6       |       |
| Rit | 14 | Adrian Sutil       | Force India-Mercedes | 44   | Motore                  | 15      |       |
| Rit | 11 | Robert Kubica      | Renault              | 2    | Ruota                   | 3       |       |
| Rit | 10 | Nico Hülkenberg    | Williams-Cosworth    | 0    | Incidente alla partenza | 9       |       |
| Rit | 7  | Felipe Massa       | Ferrari              | 0    | Incidente alla partenza | 12      |       |
| Rit | 12 | Vitalij Petrov     | Renault              | 0    | Incidente alla partenza | 13      |       |
| Rit | 15 | Vitantonio Liuzzi  | Force India-Mercedes | 0    | Incidente alla partenza | 17      |       |
| NP  | 25 | Lucas Di Grassi    | Virgin-Cosworth      | 0    | Incidente               | 21      |       |

## Classifiche Mondiali

### Piloti
| Pos | Pilota             | Punti |
| --- | ------------------ | ----- |
| 1   | Mark Webber        | 220   |
| 2   | Fernando Alonso    | 206   |
| 3   | Sebastian Vettel   | 206   |
| 4   | Lewis Hamilton     | 192   |
| 5   | Jenson Button      | 189   |
| 6   | Felipe Massa       | 128   |
| 7   | Nico Rosberg       | 122   |
| 8   | Robert Kubica      | 114   |
| 9   | Michael Schumacher | 54    |
| 10  | Adrian Sutil       | 47    |
| 11  | Rubens Barrichello | 41    |
| 12  | Kamui Kobayashi    | 27    |
| 13  | Vitalij Petrov     | 19    |
| 14  | Nicolas Hülkenberg | 17    |
| 15  | Vitantonio Liuzzi  | 13    |
| 16  | Sébastien Buemi    | 8     |
| 17  | Pedro de la Rosa   | 6     |
| 18  | Nick Heidfeld      | 4     |
| 19  | Jaime Alguersuari  | 3     |

### Costruttori
| Pos | Team                 | Punti |
| --- | -------------------- | ----- |
| 1   | RBR-Renault          | 426   |
| 2   | McLaren-Mercedes     | 381   |
| 3   | Ferrari              | 334   |
| 4   | Mercedes GP          | 176   |
| 5   | Renault              | 133   |
| 6   | Force India-Mercedes | 60    |
| 7   | Williams-Cosworth    | 58    |
| 8   | BMW Sauber-Ferrari   | 37    |
| 9   | STR-Ferrari          | 11    |

## Decisioni della FIA
Vitalij Petrov è penalizzato di cinque posizioni in griglia nel prossimo gran premio per l'incidente innescato alla partenza, mentre nessuna sanzione viene irrogata a Felipe Massa.
Un video amatoriale e una segnalazione di Robert Kubica hanno evidenziato dei dubbi in merito alla regolarità della partenza di Sebastian Vettel. La vettura sembrerebbe fare un piccolo scatto in avanti prima dello spegnimento dei semafori. La FIA però non ha giudicato scorretta la manovra.